# David di Donatello 1997
La cerimonia di premiazione della 42ª edizione dei David di Donatello si è svolta il 20 aprile 1997 al Teatro delle Vittorie di Roma.

## Vincitori e nominati
Vengono di seguito indicati in grassetto i vincitori.
Miglior film
- La tregua, regia di Francesco Rosi
- Il ciclone, regia di Leonardo Pieraccioni
- Marianna Ucrìa, regia di Roberto Faenza
- La mia generazione, regia di Wilma Labate
- Nirvana, regia di Gabriele Salvatores

Miglior regista
- Francesco Rosi - La tregua
- Roberto Faenza - Marianna Ucrìa
- Wilma Labate - La mia generazione
- Gabriele Salvatores - Nirvana
- Maurizio Zaccaro - Il carniere

Miglior regista esordiente
- Fulvio Ottaviano - Cresceranno i carciofi a Mimongo
- Franco Bernini - Le mani forti
- Ugo Chiti - Albergo Roma
- Roberto Cimpanelli - Un inverno freddo freddo
- Anna Di Francisca - La bruttina stagionata

Migliore sceneggiatura
- Fabio Carpi - Nel profondo paese straniero
- Marco Bechis, Umberto Cantarello, Lara Fremder, Gigi Riva e Maurizio Zaccaro - Il carniere
- Pino Cacucci, Gloria Corica e Gabriele Salvatores - Nirvana
- Sandro Petraglia, Francesco Rosi e Stefano Rulli - La tregua
- Leonardo Pieraccioni e Giovanni Veronesi - Il ciclone

Migliore produttore
- Leo Pescarolo e Guido de Laurentiis - La tregua
- Vittorio Cecchi Gori, Rita Cecchi Gori e Maurizio Totti - Nirvana
- Giovanni Di Clemente - Il carniere
- Laurentina Guidotti e Francesco Ranieri Martinotti - Cresceranno i carciofi a Mimongo
- Pietro Valsecchi - Testimone a rischio

Migliore attrice protagonista
- Asia Argento - Compagna di viaggio
- Margherita Buy - Testimone a rischio
- Iaia Forte - Luna e l'altra
- Claudia Gerini - Sono pazzo di Iris Blond
- Monica Guerritore - La lupa

Migliore attore protagonista
- Fabrizio Bentivoglio - Testimone a rischio
- Claudio Amendola - La mia generazione
- Leonardo Pieraccioni - Il ciclone
- Sergio Rubini - Nirvana
- Carlo Verdone - Sono pazzo di Iris Blond

Migliore attrice non protagonista
- Barbara Enrichi - Il ciclone
- Edi Angelillo - La bruttina stagionata
- Andréa Ferréol - Sono pazzo di Iris Blond
- Eva Grieco - Marianna Ucrìa
- Lorenza Indovina - La tregua

Migliore attore non protagonista
- Leo Gullotta - Il carniere
- Diego Abatantuono - Nirvana
- Antonio Albanese - Vesna va veloce
- Claudio Amendola - Testimone a rischio
- Massimo Ceccherini - Il ciclone

Migliore direttore della fotografia
- Tonino Delli Colli - Marianna Ucrìa
- Pasqualino De Santis e Marco Pontecorvo - La tregua
- Blasco Giurato - Il carniere
- Giuseppe Lanci - Il principe di Homburg
- Italo Petriccione - Nirvana

Migliore musicista
- Paolo Conte - La freccia azzurra
- Luis Bacalov - La tregua
- Carlo Crivelli - Il principe di Homburg
- Federico De Robertis e Mauro Pagani - Nirvana
- Nicola Piovani - La mia generazione

Migliore scenografo
- Danilo Donati - Marianna Ucrìa
- Giancarlo Basili - Nirvana
- Giantito Burchiellaro - Il principe di Homburg
- Andrea Crisanti - La tregua
- Gianni Sbarra - Le affinità elettive

Migliore costumista
- Danilo Donati - Marianna Ucrìa
- Patrizia Chericoni e Florence Emir - Nirvana
- Lina Nerli Taviani - Le affinità elettive
- Francesca Sartori - Il principe di Homburg
- Alberto Verso - La tregua

Migliore montatore
- Ruggero Mastroianni e Bruno Sarandrea - La tregua
- Francesca Calvelli - Il principe di Homburg
- Massimo Fiocchi - Nirvana
- Mirco Garrone - Il ciclone
- Roberto Perpignani - Marianna Ucrìa

Migliore fonico di presa diretta
- Tullio Morganti - Nirvana
- Maurizio Argentieri - Il principe di Homburg
- Gaetano Carito - Un inverno freddo freddo
- Tiziano Crotti - Pianese Nunzio, 14 anni a maggio
- Bruno Pupparo - La mia generazione

Miglior cortometraggio
- Senza parole, regia di Antonello De Leo

Miglior film straniero
- Ridicule (Ridicule), regia di Patrice Leconte (assegnato per il cinema francese)

Premio David Scuola
- Il ciclone, regia di Leonardo Pieraccioni

David speciale
- Il ciclone prodotto da Vittorio e Rita Cecchi Gori, film italiano con il maggior consenso di pubblico
- Marcello Mastroianni per ricordare un amico e una gloria del cinema italiano
- Claudia Cardinale alla carriera
- Academy Pictures per i suoi vent'anni d'impegno culturale nel campo della distribuzione cinematografica